# Alyssoides
Alyssoides Mill.  é um género botânico pertencente à família Brassicaceae.

## Sinonímia
- Vesicaria Adans.

## Espécies
- Alyssoides bulgarica
- Alyssoides creticum
- Alyssoides gemonense
- Alyssoides graeca
- Alyssoides graecum
- Alyssoides leucoifolium
- Alyssoides macrocarpum
- Alyssoides sinuatum
- Alyssoides tomentosum'
- Alyssoides utriculata
- Alyssoides utriculatum
- Lista completa